# 条顿堡森林战役

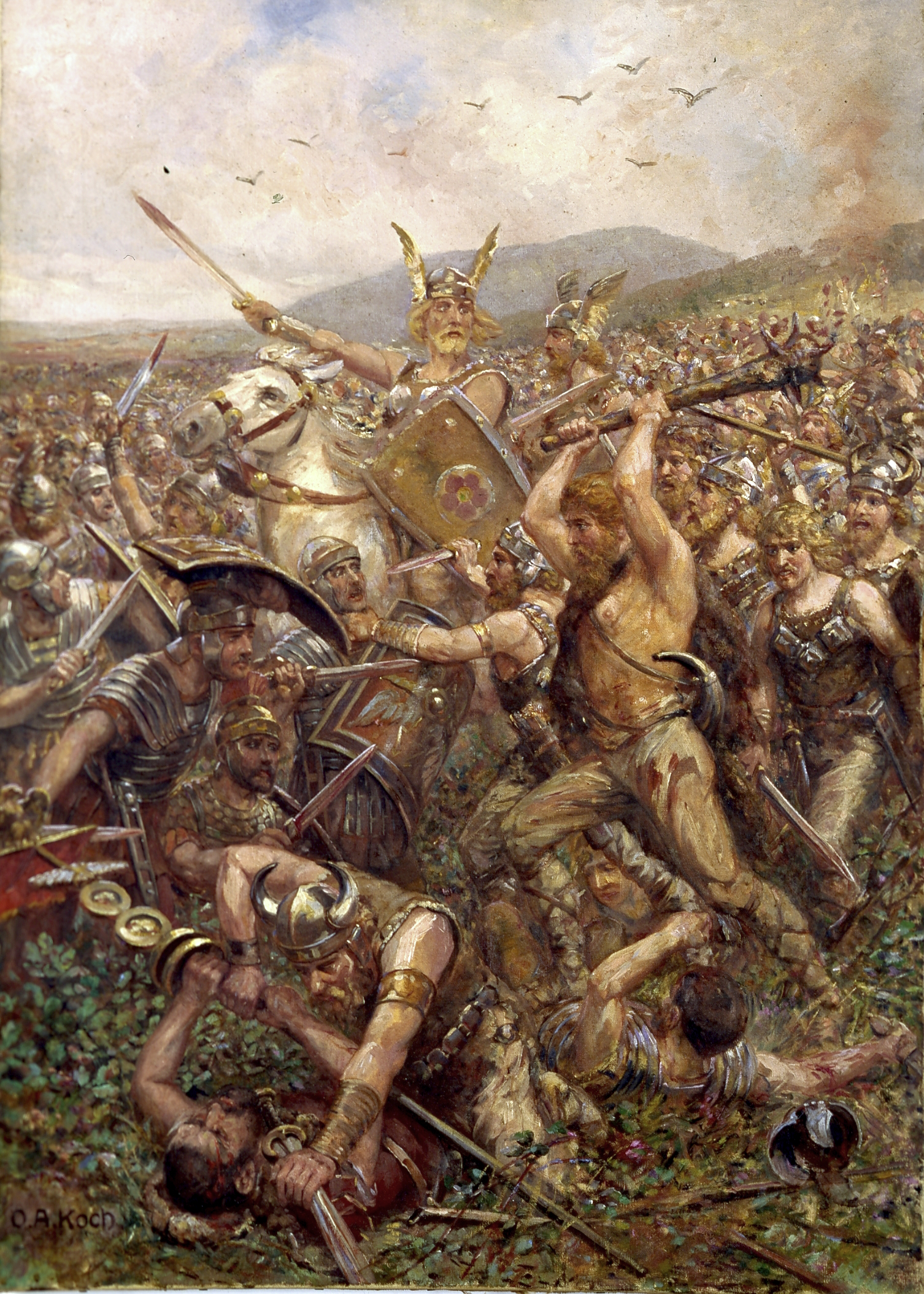
條頓堡森林戰役，奧斯卡·科赫（Oscar Anton Koch）繪

条顿堡森林战役（德語：Schlacht im Teutoburger Wald，英語：Battle of the Teutoburg Forest），又譯条陀堡森林战役、条陶堡森林戰役。奧古斯都統治時期日耳曼人反对罗马占领军的一次战役。
奧古斯都（屋大維）統治時期，羅馬大舉入侵日耳曼尼亚，一直征服到易北河附近。5年羅馬在萊茵河以東設置日耳曼行省，總督瓦魯斯試圖引進羅馬的租稅與法律制度，引起日耳曼人強烈不滿，遂於9年爆发起义。普布利烏斯·昆克蒂利烏斯·瓦盧斯率領罗马三個軍團（第十七、十八、十九軍團）鎮壓，日耳曼人在切魯西部落的阿尔米尼烏斯（德国民间称赫尔曼·德·切鲁斯克）領导下，阿尔米尼乌斯成功將瓦鲁斯及三個羅馬軍團引誘至萊茵河以東的条顿堡森林地带，罗马軍團遭受埋伏全軍覆沒，统帅瓦鲁斯自杀。

## 成因
日耳曼人的抵抗似乎被消滅，瓦盧斯受命接任總督及萊茵軍團的最高指揮官後，試圖引進羅馬帝國的租稅與法律制度，但他引入的稅法與傳統日耳曼文化有很大衝突。對日耳曼人來說，只有奴隸才交稅，於是瓦魯斯下令嚴懲反對者，更引起日耳曼人強烈不滿。加上瓦魯斯生活荒淫，欺壓日耳曼人，他的統治很快就激起了日耳曼人的反抗。

## 過程

### 戰前
在日耳曼人不滿下，切魯西貴族阿米尼烏斯得以團結多個日耳曼人部落。阿米尼烏斯本人擁有羅馬公民權甚至是羅馬輔助部隊騎士，首先成功得到瓦盧斯的信任，並說服條頓各部落出兵。在公元9年9月，瓦魯斯從阿米尼烏斯得知日耳曼人叛亂，準備帶領三支羅馬軍團離開羅馬在邊境維特拉（Vetera，今克桑滕）的大本營，分別是第十七、十八、十九軍團前往鎮壓叛亂。Segestes曾警告不要相信阿米尼烏斯，瓦魯斯無視警告前往鎮壓叛亂，並由阿米尼烏斯帶領。

### 戰時
瓦盧斯及其部隊包括三支羅馬軍團，3隊羅馬同盟軍騎兵，6支輔助步兵隊大多都缺乏在當地與日耳曼人作戰經驗。羅馬部隊不以作戰陣式行軍，在條頓堡森林地形環境限制羅馬部隊被迫拉長隊型，估計約長15至20公里。
阿米尼烏斯自小在羅馬長大，是羅馬公民及羅馬軍人。他深知羅馬部隊作戰紀律及陣式，有效帶領指揮不講紀律的日耳曼軍隊。瓦魯斯在條頓堡森林遭受阿米尼烏斯伏擊，羅馬三個軍團2萬多人與阿米尼烏斯日耳曼軍隊激戰4天慘敗，瓦鲁斯自己亦因此自殺。

### 戰後
阿米尼烏斯梟了瓦魯斯的首，並送給國王馬爾博德。當奧古斯都得知因為瓦鲁斯的無能而導致三個羅馬軍團全軍覆沒时，氣得開口大骂：（「瓦鲁斯，還我軍團！」）。

## 影響
此次戰役阻止了羅馬帝國繼續向日耳曼地區擴張，保障了莱茵河东部日耳曼人的独立地位，從此羅馬帝國與日耳曼大致以萊茵河為邊界。
条顿堡森林战役纪念塔矗立于在今德国北威州代特莫尔德市西南郊。

## 相關影視
- Netflix電視劇 蠻戰之森